# Chris Sarandon
Christopher "Chris" Sarandon, född 24 juli 1942 i Beckley, West Virginia, är en amerikansk skådespelare av grekisk härkomst.

## Filmografi (urval)
- 1975 – En satans eftermiddag
- 1985 – Skräcknatten
- 1987 – Bleka dödens minut
- 1988 – Den onda dockan
- 1993 – Nightmare Before Christmas (röst)
- 2001 – Perfume
- 2005 – Nausicaä från Vindarnas dal (röst)
- 2010 – Psych, avsnitt Think Tank (gästroll i TV-serie)